# Pyongyang Marathon
Pyongyang Marathon, hay có tên khác là Giải Marathon Quốc tế Mangyongdae (Mangyongdae Prize International Marathon), là một giải marathon hằng năm được tổ chức vào tháng 4 tại Pyongyang, Thủ đô của Bắc Triều Tiên. Nó là một phần trong hệ thống IAAF Bronze Label Road Race.
Cuộc đua được tổ chức lần đầu tiên vào năm 1981 dành cho nam giới và sự kiện dành cho phụ nữ được bắt đầu vào năm 1984. Cuộc đua năm 2009 là sự kiện thứ 22. Cuộc thi đã được mở cho các vận động viên quốc tế một lần nữa vào năm 2000. Cuộc đua bắt đầu và kết thúc tại Sân vận động Rungnado May Day hoặc Sân vận động Kim Il Sung và chạy dọc bờ sông Taedong. Tại mùa giải năm 2010, Ivan Babaryka người Ukraine đã trở thành vận động viên châu Âu đầu tiên giành chiến thắng tại Bình Nhưởng sau 24 năm. Cuộc đua vào năm 2012 đã được tổ chức như một phần của lễ kỷ niệm 100 năm kể từ khi Kim Il-sung chào đời và có một trong những kết thúc gần nhất của cuộc đua: Oleksandr Matviychuk và Pak Song-chol có thời gian kết thúc bằng nhau (2:12:54), với khách mời Ukraine nhận danh hiệu.
Cuộc đua năm 2015 ban đầu đã bị đóng cửa đối với người nước ngoài vì lo ngại về Ebola, nhưng quyết định này đã bị thay đổi sau khi Bắc Triều Tiên mở lại biên giới vào tháng 3 năm 2015. Cuộc đua được tổ chức vào năm 2016, nhưng không đáp ứng các thông số kỹ thuật của IAAF cho IAAF Bronze Label Road Race mà nó đã có trong những năm trước.

## Kỷ lục
- Nam: 2:10:50, Kim Jung-won, 1996
- Nữ: 2:26:02, Jong Yong-ok, 2007

## Danh sách người chiến thắng
Key:
      Kỷ lục
| Edition | Năm  | Người chiến thắng (Nam)    | Thời gian (h:m:s) | Người chiến thắng (Nữ)    | Thời gian (h:m:s)         |
| ------- | ---- | -------------------------- | ----------------- | ------------------------- | ------------------------- |
| 36th    | 2019 | Ri Kang-bom (PRK)          | 2:11:19           | Ri Kwang-ok (PRK)         | 2:26:58                   |
| 35th    | 2018 | Ri Kang-bom (PRK)          | 2:12:53           | Kim Hye-song (PRK)        | 2:27:31                   |
| 34th    | 2017 | Pak Chol (PRK)             | 2:14:56           | Jo Un-ok (PRK)            | 2:29:22                   |
| 33rd    | 2016 | Pak Chol-gwang (PRK)       | 2:14:10           | Kim Ji-hyang (PRK)        | 2:28:06                   |
| 32nd    | 2015 | Lee Yong-ho (PRK)          | 2:16:04           | Kim Hye-song (PRK)        | 2:29:12                   |
| 31st    | 2014 | Pak Chol (PRK)             | 2:12:26           | Kim Hye-gyong (PRK)       | 2:27:05                   |
| 30th    | 2013 | Ketema Bekele (ETH)        | 2:13:04           | Kim Mi-gyong (PRK)        | 2:26:32                   |
| 29th    | 2012 | Oleksandr Matviychuk (UKR) | 2:12:54           | Kim Mi-gyong (PRK)        | 2:30:41                   |
| 28th    | 2011 | Oleg Marusin (RUS)         | 2:13:58           | Ro Un-ok (PRK)            | 2:32:06                   |
| 27th    | 2010 | Ivan Babaryka (UKR)        | 2:13:56           | Kim Kum-ok (PRK)          | 2:27:34                   |
| 26th    | 2009 | Wang Zemin (CHN)           | 2:14:21           | Phyo Un-suk (PRK)         | 2:28:34                   |
| 25th    | 2008 | Pak Song-chol (PRK)        | 2:14:22           | Phyo Un-suk (PRK)         | 2:28:39                   |
| 24th    | 2007 | Pak Song-chol (PRK)        | 2:12:41           | Jong Yong-ok (PRK)        | 2:26:02                   |
| 23rd    | 2006 | Ri Kyong-chol (PRK)        | 2:13:15           | Jo Bun-hui (PRK)          | 2:27:22                   |
| 22nd    | 2005 | Ri Kyong-chol (PRK)        | 2:11:36           | Ham Bong-sil (PRK)        | 2:31:46                   |
| 21st    | 2004 | Morris Mwangi (KEN)        | 2:16:41           | O Song-suk (PRK)          | 2:36:10                   |
| 20th    | 2003 | Jong Myong-chol (PRK)      | 2:15:05           | Ham Bong-sil (PRK)        | 2:27:48                   |
| 19th    | 2002 | Zacharia Mpolokeng (RSA)   | 2:15:05           | Ham Bong-sil (PRK)        | 2:26:23                   |
| 18th    | 2001 | Kim Jung-won (PRK)         | 2:11:48           | Jong Yong-ok (PRK)        | 2:28:32                   |
| 17th    | 2000 | Nelson Ndereva (KEN)       | 2:11:05           | Hong Myong-hui (PRK)      | 2:31:28                   |
| 16th    | 1999 | Unknown                    | Unknown           | Unknown                   | Unknown                   |
| 15th    | 1998 | Unknown                    | Unknown           | Unknown                   | Unknown                   |
| 14th    | 1997 | Unknown                    | Unknown           | Unknown                   | Unknown                   |
| 13th    | 1996 | Kim Jung-won (PRK)         | 2:10:50           | Kim Chang-ok (PRK)        | 2:27:02                   |
| 12th    | 1995 | Unknown                    | Unknown           | Mun Gyong-ae (PRK)        | 2:30:37                   |
| 11th    | 1994 | Unknown                    | Unknown           | Unknown                   | Unknown                   |
| 10th    | 1993 | Unknown                    | Unknown           | Unknown                   | Unknown                   |
| 9th     | 1992 | Unknown                    | Unknown           | Mun Gyong-ae (PRK)        | 2:38:44                   |
| —       | 1991 | Marathon not held          | Marathon not held | Marathon not held         | Marathon not held         |
| —       | 1990 | Marathon not held          | Marathon not held | Marathon not held         | Marathon not held         |
| 8th     | 1989 | Choe Chol-ho (PRK)         | 2:15:27           | Mun Gyong-ae (PRK)        | 2:33:48                   |
| 7th     | 1988 | Cho Hui-bok (PRK)          | 2:14:33           | Madina Biktagirova (URS)  | 2:38:00                   |
| —       | 1987 | Marathon not held          | Marathon not held | Marathon not held         | Marathon not held         |
| 6th     | 1986 | Sergey Krestyaninov (URS)  | 2:14:19           | Elena Murgoci (ROM)       | 2:37:11                   |
| 5th     | 1985 | Choe Il-sop (PRK)          | 2:13:25           | Tatyana Bultot (URS)      | 2:35:36                   |
| 4th     | 1984 | Dmitriy Feostikov (URS)    | 2:14:36           | Nadezhda Tishkova (URS)   | 2:40:34                   |
| 3rd     | 1983 | Unknown                    | Unknown           | Yu Song-hui (PRK)         | 2:37:14                   |
| 2nd     | 1982 | Lee Jong-hyong (PRK)       | 2:15:17           | Women's marathon not held | Women's marathon not held |
| 1st     | 1981 | Unknown                    | 2:17:18           | Women's marathon not held | Women's marathon not held |